# 同志クラブ
同志クラブ（どうしクラブ）は、1947年11月28日から1948年3月12日まで衆議院に存在した院内会派。本項目では、その後継会派で1948年3月12日から同年3月15日まで存在した民主クラブ（みんしゅクラブ）についても併せて解説する。

## 概要
1947年の日本国憲法公布後に成立した日本社会党（以下社会党）を中心とする片山内閣に参加していた民主党の内部には連立内閣に対する不満があった。これに対して野党日本自由党（以下自由党）が民主党に合同を申し込み、「保守新党」の結党を呼びかけたのである。
これに対して民主党の総裁芦田均は、かつて自由党総裁の吉田茂との不和から自由党を離党して民主党に参加した経緯があり、「芦田新党」であれば参加するが、そうでなければ応じられないと主張した。一方、社会主義政党である社会党を中心とした連立政権への参加とこれを決定した芦田への不満を抱いていた民主党議員は民主党の前身である日本進歩党の元総裁で民主党結成時に最高顧問に祭り上げられた幣原喜重郎元首相を押し立ててこれに対抗して連立を離脱して日本自由党と合同すべきであると主張した。
1947年11月、社会党が強力に推進していた臨時石炭鉱業管理法が提出されると、幣原派は炭鉱国営化は日本の社会主義化につながるとして激しく反対した。だが、11月11日の民主党代議士総会において芦田派の賛成多数によって賛成が決定された。11月20日には自由党とともに審議妨害を図ったとして幣原派の降旗徳弥が民主党を除名処分となった。これに激昂した幣原派は5日後の11月25日の本会議採決で反対票を投じ、与党内野党に転じた。これに対して民主党は工藤鉄男・佐々木秀世・原健三郎ら7名を除名、幣原喜重郎・根本龍太郎・田中角栄ら15名に離党勧告を出した。これに対して幣原ら13名は直ちに離党し、11月28日には上記20名と降旗、後から離党した4名を合わせた25名で同志クラブを結成した。
その後、1948年2月に田中萬逸ら3名も合流したが、同志クラブと自由党の合同が決定され、3月12日には同志クラブを解散して民主党離党後に無所属へ転じた議員を含めて36名で民主クラブを結成。3日後の3月15日に民主クラブは日本自由党と合流して民主自由党が発足した（法的には自由党・民主クラブ解散に伴う新党結成）。

## 議員一覧
| 同志クラブ              | 同志クラブ             | 同志クラブ             | 同志クラブ              |
| ----------------------- | ---------------------- | ---------------------- | ----------------------- |
| 結成時（22名）          |                        |                        |                         |
| 佐々木秀世（北海道2区） | 山本猛夫 （岩手1区)    | 工藤鉄男 （岩手2区）   | 本間俊一 （宮城1区）    |
| 平沢長吉 （秋田1区）    | 根本龍太郎（秋田2区）  | 原孝吉 （福島1区）     | 小野瀬忠兵衛（茨城1区） |
| 田中角栄 （新潟3区）    | 東舜英 （石川1区）     | 降旗徳弥 （長野4区）   | 千賀康治 （愛知4区）    |
| 八木一郎 （愛知5区）    | 幣原喜重郎（大阪3区）  | 原健三郎 （兵庫2区）   | 生越三郎 （島根全県区） |
| 庄忠人 （山口1区）      | 古賀喜太郎（福岡3区）  | 井上知治 （鹿児島1区） | 中村嘉寿 （鹿児島1区）  |
| 尾崎末吉 （鹿児島2区）  | 佐藤通吉 （鹿児島3区） |                        |                         |
| 合流（6名・計28名）     |                        |                        |                         |
| 大澤嘉平治（栃木1区）   | 松井豊吉 （群馬2区）   | 武藤嘉一 （岐阜1区）   | 松本一郎 （三重1区）    |
| 田中萬逸 （大阪4区）    | 中嶋勝一 （山口2区）   |                        |                         |
| 民主クラブ              |                        |                        |                         |
| 合流（8名・計36名）     |                        |                        |                         |
| 鈴木明良 （茨城3区）    | 小平久雄 （栃木2区）   | 青柳高一 （埼玉3区）   | 松田正一 （三重1区）    |
| 中山マサ （大阪2区）    | 大上司 （兵庫4区）     | 斎藤隆夫 （兵庫5区）   | 長尾達生 （福岡4区）    |